# لوسی دویتو
لوسی دویتو (انگلیسی: Lucy DeVito؛ زادهٔ ۱۱ مارس ۱۹۸۳) یک هنرپیشه اهل ایالات متحده آمریکا است.